# На кожному кілометрі 2
"На кожному кілометрі 2" (болг. На всеки километър II) — друга частина героїко-пригодницького багатосерійного телевізійного фільму "На кожному кілометрі" (виробництво Народної Республіки Болгарії спільно з Угорщиною), складається з двох частин).
У другій частині серіалу головні герої першої частини продовжують боротися з внутрішніми та зовнішніми ворогами соціалістичної Болгарії, багато з яких також знайомі з першої частини. Так, Богдан Велинський стає головою міжнародної шпигунської мережі, метою якої було знищення нового устрою в Болгарії. Йому підтримує полковник Персі, агент американської розвідки, який працює в Болгарії під прикриттям дипломатичної служби.

## В ролях
- Стефан Данаїлов — Нікола Деянов (Сергій, доцент Мільов), комуніст, партизан та розвідник
- Григор Вачков — Димитр Атанасов (Митко Бомба, Бомбов, Бомбаджієв), друг дитинства і соратник Деянова
- Георгій Черкелов — Богдан Велинський, полковник таємної поліції царської Болгарії, згодом агент західних спецслужб.
- Петар Пєнков — Симеон "Монька" Каназзірєв, поліцейський начальник, який працює спільно з Велинським; однокласник Деянова
- Коста Цонев — полковник Джон T. Персі
- Любомир Кабакчієв — Олексій Петрович "Альоша" Вершинін, радянський розвідник
- Георгі Попов — майор Вайсс
- Петро Слабаков — інженер Петров
- Стефан Ілієв — майор Леслі, співробітник британських спецслужб
- Любен Міладінов
- Асен Міланов — Нільсен
- Стефан Гецов —  полковник, пізніше генерал Браньов

## Знімальна група
- Режисери: Неделчо Чернєв, Любомир Шарланджієв
- Автори сценарію: Свобода Бичварова, Євген Костянтинов, Костадин Кюлюмов, Павло Вежинов
- Оператори: Еміл Вагенштайн, Іван Маньов
- Композитори: Атанас Бояджієв, Петар Ступел
- Симфонічний оркестр Болгарського радіо та телебачення, диригент Васил Стефанов

## Список серій
1. День другий (Ден втори) — 64 хвилини
Колишні партизани Нікола Деянов і Мітко Бомба тепер борються не лише із зовнішніми ворогами, а й із внутрішніми, які починають співпрацювати як з німцями, так і з англійською та американської розвідками. І майор Вайсс, і союзники намагаються дістатися запасів Уран (елемент) урану, захованого німцями в Родопських горах.
2. Ночі над Дравой (Нощи край Драва) — 75 хвилин
Січень 1945-го року. Болгарія оголосила війну Німеччині. Болгарська армія у складі Третього Українського фронту бореться в Угорщині. У її складі багато кадрових офіцерів  царської армії. Працівники політуправління Нікола Деянов та Мітко Бомба вирушають туди, щоб виявити серед них зрадників.
3. З чужим обличчям (С чуждо лице) — 85 хвилин Миколу Деянова засилають у тил до німців під виглядом капітана Недкова. Там він зненацька зустрічає свого старого знайомого.
4. Після опівночі (След полунощ) — 81 хвилина
Перша із серій фільму, дія якої відбувається після закінчення Другої світової війни. Болгарські органи держбезпеки намагаються отримати архів зі списком агентів абверу. Але це намагається зробити і американська розвідка, на службу якої перейшов Богдан Велинський.
5. Таємниця шифру (Тайната на шифъра) — 85 хвилин
Болгарська розвідка намагається отримати державну царську скарбницю, доступ до якої має колишній дипломат Механджійський. Те саме намагається зробити і болгарський еміграційний уряд. У гру включаються Богдан Велинський та полковник Персі, які переслідують свої власні інтереси.
6. Хижак (Хищникът) — 84 хвилини
Серія розповідає про боротьбу болгарських силовиків з «лісовими братами». У сільському окрузі з'являється бандит на прізвисько Хижак, який перешкоджає мирним болгарським селянам будувати нове життя.
7. 12 апостолів (12-те апостоли) — 64 хвилини
Після третьої серйозної події на виробництві болгарські спецслужби починають підозрювати, що це не що інше, як диверсії. Розпочавши розслідування, Нікола Деянов та Мітко Бомба беруть під підозру кілька дивних особистостей, серед яких Олена Каназірєва — вдова їхнього давнього ворога.
8. Шедевр Велинського (Шедьовърът на Велински) — 66 хвилини
Американська розвідка намагається отримати інформацію про секретні наукові розробки щодо блокування роботи двигунів на великій відстані, які проводить професор Драсов. Болгарські спецслужби запобігають підступам супротивників, які діють під прикриттям американської військової місії.
9. Бал на острові (Бал на острова) — 77 хвилин
Болгарська контррозвідка отримує кілька радіограм із табору підготовки диверсантів. Контррозвідникам належить розібратися, чи послані вони друзями — чи це чергова гра Велінського і Персі. З'ясувати ситуацію намагається Мітко Бомба.
10. Урок толерантності (Урок по толерантност) — 73 хвилини
В африканській республіці Нубія викрадено болгарського інженера-хіміка Самата. Нікола Деянов, Мітко Бомба та Олексій Вершинін намагаються з'ясувати цілі, які переслідує американські розвідники, які діють під прикриттям організації «Корпус Миру».
11. Двійник Алани Стенлі (Двойникът на Алън Стенли) — 76 хвилини
Болгарська контррозвідка засилає Миколу Деянова до шпигунської організації, якою керує Велінський. Деянов повинен роздобути архіви Велінського, використовуючи всі засоби та змінюючи свою зовнішність.
12. Через роки (След години) — 82 хвилини
Богдан Велинський, стара і втомлена людина, намагається сховатися від світу у невеликому заміському будинку. Однак Велінського знаходить його старий знайомий полковник Персі, який, разом із колишнім начальником Велінського полковником Лоуелом, вимагає, щоб Велінський поїхав виконувати шпигунську місію до Болгарії. Той неохоче погоджується лише після того, як американці загрожують позбавити його пенсії. Після приїзду в Болгарію Велинський вбиває американського агента і зустрічається з Деяновим, намагаючись вступити з ним в угоду: в обмін на інформацію він просить можливості спокійно доживати свого віку в Болгарії. Але Деянов непохитний: Велинський має постати у Болгарії перед судом, проте може назавжди виїхати за кордон. Велинський сідає у поїзд, зі станції перед кордоном посилає телеграму до КДБ Болгарії, що готовий постати перед судом. Проте не витримує переживань та вмирає у вагоні від серцевого нападу.
13. Велика нудна гра (Голямата скучна игра) — 71 хвилина
Нікола Деянов та Мітко Бомба розкривають схему, за якою західні розвідки отримують секретну інформацію з Болгарії та своєчасно замінюють реальні секретні дані дезінформацією. Серіал закінчується відкритим фіналом: Нікола Деянов, Мітко Бомба та французький агент болгарської розвідки Гастон йдуть до Ейфелевої вежі у Парижі.

## Нагороди
- Актори та знімальна група удостоєні Димитрівської премії 1971 року.